# خودسکا لهوتا
خودسکا لهوتا (به چکی: Chodská Lhota) یک منطقهٔ مسکونی در جمهوری چک است که در ناحیه دوماژلیتسه واقع شده‌است. خودسکا لهوتا ۱۰٫۲۷ کیلومتر مربع مساحت و ۴۳۳ نفر جمعیت دارد و ۵۰۰ متر بالاتر از سطح دریا واقع شده‌است.